# Ганна Герцик
Ганна Павлівна Герцик (29 липня 1683 — пом. не раніше 24 січня 1752) — дружина гетьмана Пилипа Орлика.

## Життєпис
Походила зі козацької старшини Герциків, які мали єврейське коріння. Донька Павла Герцика, полтавського полковника й генерального осавула, та його дружини Ірини Яблонської.
У 1698 році стала дружиною писаря полтавського полку Пилипа Орлика. Цей шлюб посприяв кар'єрі Орлика: Ганна принесла в посаг села на Стародубщині, Чернігівщині й Полтавщині, що дало змогу йому стати заможним «державцем».
Підтримувала політичні погляди чоловіка щодо відокремлення від Московського царства. Після виступу Мазепи проти Петра I у 1708 році та програної шведами та українцями Полтавської битви у 1709 році Орлики були вимушені емігрувати, разом з Мазепою та козацькою старшиною. У вигнанні чоловіка Ганни було обрано гетьманом Війська Запорізького. Ганна до 1711 року вже народила трьох синів, один з яких був хрещеником шведського короля Карла XII (Якова), а інший — Івана Мазепи (Григора).
Саме гетьманша у вигнанні взяла на себе більшість відповідальності за дітей (а всього їх в родині було сім), поки Пилип їздив по всій Європі в пошуках міжнародної підтримки для звільнення України та об'єднання двох її частин. Ганна була для гетьмана справжнім тилом в Османській імперії, Швеції, Німеччині.
У Швеції на острові Рюген Ганна народила доньку Марію. Тут, в Крістіянстаді, Ганна Орлик залишалась з сім'єю довгий час. 11 жовтня 1720 року Орлики залишили Швецію. Шлях Ганни спочатку стелився до Ганноверу, потім до Вроцлаву, де вона разом з дітьми переховувалася у монастирі від московських шпигунів. У 1721 році раптово помер син Яків. Деякий час разом з доньками Варварою та Марією мешкала у Станиславові.
Вела листування з німецькими князями, польськими магнатами та шведськими королями, намагаючись допомагати у справах спочатку чоловікові, згодом синові Григору. У 1747 році шведський король Фредерік I призначив їй невелику пенсію. Про дату та місце смерті невідомо.

## Родина
Чоловік — Пилип Орлик (1672—1742). Народила восьмеро дітей:
- Настя або Анастасія-Теодора (1699 — 1728), дружина шведського графа Йоганна Штейнфліхта
- Петро-Григорій (1702 — 1759), генерал-лейтенант королівського війська Франції
- Михайло (1704 — бл. 1722)
- Марія-Ганна або Марина або Маріанн (1710, за іншими даними: 1715 — після 1750)
- Катерина (1718 — 1719)
- Яків (1709 — 1721; за іншими даними 1711 — 1722)
- Варвара (1712 — після 1750)
- Марта (1713 — ?; за іншими даними 1714 — ?), дружина Дзєржановського